# 自由地下水
自由地下水（じゆうちかすい）とは地下水の一種。自由水（じゆうすい）や不圧水（ふあつすい）、不圧地下水（ふあつちかすい）、自由面地下水（じゆうめんちかすい）など先述の自由地下水以外にも様々な呼称がある。

## 概要
帯水層の上部の不透水層よりも水頭（地下水面）の方が低い状態にある地下水。地表からの浸透水や揚水の影響によって水位が大きく変動し扇状地の末端などから流出することもある。台地では浅井戸によってこの水を得て利用する場合が多いが、自由地下水自体の水位が低い洪積台地上では水が得にくく、結果として洪積台地の開発を遅らせる原因にもなった。